# Струве Людвіг Оттович
Стру́ве Лю́двіг О́ттович (Густав Вільгельм Людвіг Струве, * 20 жовтня (1 листопада) 1858, Пулково — † 4 листопада 1920 р., Сімферополь) — російський астроном, син О. В. Струве, із 1894 р. професор Харківського університету. Основні наукові праці присвячені визначенню положень зірок і вивченню їхніх рухів і сонячної системи.

## Біографія
Народився в Пулково (під Санкт-Петербургом) 20 жовтня 1858 р. в сім'ї директора Пулковської обсерваторії академіка О. В. Струве. У 1876 р. він вступив до Імператорського Дерптського університету, після його закінчення 1880 р., одержавши ступінь кандидата математики, кілька років працював позаштатним астрономом у Пулково. Після захисту магістерської дисертації 1883 р. перебував у довгостроковому (майже 3 роки) закордонному відрядженні. Працював, продовжуючи освіту в університетах і обсерваторіях Бонна, Мілана, Лейпцига та Парижа, для «підготовки професорського звання». Своїми вчителями Л. О. Струве завжди вважав свого батька та відомого італійського астронома Дж. Скіапареллі. Повернувшись в Дерп після захисту дисертації 1887 р. зі степінню доктора астрономії, до 1894 р. працював астрономом-наглядачем в університетській обсерваторії.
1894 р. Людвіга Оттовича було запрошено на посаду ординарного професора Харківського університету. З 1898 р. він також був директором астрономічної обсерваторії. Вів астрономічний гурток (ним же організований). Крім того завідував школою-майстернею точної механіки (створеною при фізико-математичному факультеті Харківського університету на базі обсерваторної майстерні). Її ідейним натхненником і беззмінним керівником він залишався аж до свого від'їзду з Харкова 1919 р. Із від'їздом Л. О. Струве школа-майстерня точної механіки перестала існувати.
Очолював раду Харківської євангелістсько-лютеранської церкви св. Вознесіння, був членом наглядацьких рад навчальних закладів, створених при церкві для німецьких дітей у Харкові.
У Харкові 1897 року народився його первісток, Отто, 1901 р. — донька Ядвіга, 1903 р. — син Вернер, 1911 — донька Елізабет.
У жовтні 1919 р. переїхав до Криму. У Таврійському університеті йому запропонували очолити кафедру астрономії.
Помер 24 листопада 1920 р. в залі засідань перед відкриттям з'їзду Таврійської наукової асоціації.

## Визнання
1915 р. радою Російського астрономічного товариства Людвігу Оттовичу було присуджено медаль ім. С. П. Глазенапа. Почесної нагороди удостоєна його праця «Обробка спостережень покриття зір Місяцем під час повних місячних затемнень» (рос. Обработка наблюдений покрытий звезд Луною во время полных лунных затмений).